# Мікросекунда
Мікросекунда (μs) — одиниця часу у Міжнародній системі одиниць (SI), яка дорівнює одній мільйонній (0.000001 або 10−6 або 1⁄1,000,000 ) секунди. Його символ – μs.
Мікросекунда дорівнює 1000 наносекунд, або 1/1000 мілісекунди. Через те, що наступна одиниця SI в 1000 разів більше, вимірювання 10−5 і 10−4 секунди, як правило, виражається в десятках, або сотнях мікросекунд.